# نورمان اولسن
نورمان اولسن (بالإنجليزية: Norman Olsen)‏ هو لاعب كرة قدم أمريكية أمريكي، ولد في 1 ديسمبر 1921 في نيويورك في الولايات المتحدة.

## وصلات خارجية
- نورمان اولسن على موقع مرجع كرة القدم المحترفة.كوم (الإنجليزية)